# 1997 في الأرجنتين
فيما يلي قوائم الأحداث التي وقعت خلال عام 1997 في الأرجنتين.

## سياسة

### انتهاء فترة المنصب
- 9 ديسمبر – غراسييلا فرنانديز عضو مجلس الشيوخ الأرجنتيني.
- 9 ديسمبر – كريستينا فرنانديز دي كيرشنر عضو مجلس الشيوخ الأرجنتيني.

## رياضة
- 13 أبريل – جائزة الأرجنتين الكبرى 1997 الفائز جاك فيلنوف.

## برامج ومسلسلات وأنمي
- بنات الميتم

## مواليد

### فبراير
- 10 فبراير – ناديه بودوروسكا لاعبة كرة مضرب أرجنتينية.

### مارس
- 21 مارس – مارتينا ستوسل
- 29 مارس – إيزيكيل بونسه لاعب كرة قدم أرجنتيني.

## وفيات

### يناير
- 29 يناير – أوزفالدو سوريانو (مواليد 1943)

### يونيو
- 18 يونيو – هيكتور يازالدي (مواليد 1946) لاعب كرة قدم أرجنتيني.

### أكتوبر
- 6 أكتوبر – أورلاندو رامون اغوستي (مواليد 1924)

### نوفمبر
- 9 نوفمبر – هيلينيو هيريرا (مواليد 1910) لاعب كرة قدم أرجنتيني.